# Atlético Monte Azul
Atlético Monte Azul é um clube brasileiro de futebol da cidade de Monte Azul Paulista, interior do estado de São Paulo. Foi fundado em 28 de abril de 1920, suas cores são azul e branca e seu uniforme principal é azul. Manda seus jogos em seu próprio estádio, que oficialmente recebe o nome de Otacília Patrício Arroyo.

## História
A cidade de Monte Azul Paulista passou a ter um clube de futebol de destaque em 28 de abril de 1920. O time foi fundado após uma reunião de alguns moradores da cidade. O clube de Monte Azul Paulista passou a ter sua primeira participação no Paulistão em 1950, alguns anos depois da sua profissionalização. Porém, o Monte Azul ficou apenas três edições na Segunda Divisão, passando por um recesso que durou oito anos. Entre participações sem muito brilho nas competições estaduais e longos períodos de licenciamento da Federação Paulista de Futebol, o clube só obteve uma boa sequência de participações a partir de 1990.
Nos anos de 1990, inicia sua jornada gradativa rumo ao ápice, em 2010, quando pela primeira vez disputa a elite do futebol paulista. Em 1994, conquistou o título de campeão da Série B1-B, a quinta divisão (atualmente chamada de “Segunda Divisão”). Com um rebaixamento seguido de um recesso de um ano, o Monte Azul só voltou a vencer um título em 2004, da Segunda Divisão da Série B1. Com isso, no ano seguinte, o clube passou a disputar a Série A3 do Campeonato Paulista.
No dia 20 de maio de 2007, após vitória por 2 a 0, em Monte Azul, contra o São Bernardo, encerrou a segunda fase da Série A3 em primeiro lugar pelo grupo 3 com 11 pontos ganhos e disputou a final, perdendo o título para o arqui-rival Olímpia, da cidade de igual nome.
No Campeonato Paulista da Série A2 de 2009, o Monte Azul obteve a melhor campanha da sua história na competição, sendo o campeão da divisão de acesso e garantindo vaga na Primeira Divisão do Campeonato Paulista em 2010. Uma banda da cidade, chamada Sygnus, criou em 2009 uma versão pop rock do tradicional hino do clube, que pode ser vista no site youtube.  Foi uma homenagem ao Azulão pela então conquista do Campeonato Paulista da Série A-2 de 2009.
Em sua primeira participação na elite, o Azulão abriu a competição em uma abertura realizada no Estádio Santa Cruz em Ribeirão Preto com nada mais, nada menos que o Corinthians. Fez uma campanha de altos-e-baixos e acabou sendo rebaixado para a Série A2 de 2011, onde permaneceu até 2016.
Em 2019, exatamente 10 anos após seu acesso para a elite do futebol paulista, o Monte Azul conquista o acesso da Série A3 para A2. Após um empate em 0 a 0 contra o Desportivo Brasil, o AMA vence por 2 a 1 o jogo de volta e conquista o acesso. Em uma campanha comandada por Régis Angeli, o time chegou a final do campeonato, mas acabou ficando com o vice-campeonato da Série A3. Em 2024, o time foi rebaixado para a Série A3 do Campeonato Paulista no primeiro semestre mas, no segundo semestre, consegue sua redenção ao conquistar o título inédito da Copa Paulista nos pênaltis contra a equipe do Votuporanguense, garantindo, de quebra, uma vaga na Série D do Campeonato Brasileiro de 2025 pela primeira vez em sua história, sendo também a primeira vez em que o clube disputará uma competição nacional em toda sua história.

## Títulos
| ESTADUAIS | ESTADUAIS                      | ESTADUAIS | ESTADUAIS   |
|           | Competição                     | Títulos   | Temporadas  |
| --------- | ------------------------------ | --------- | ----------- |
|           | Campeonato Paulista - Série A2 | 1         | 2009        |
|           | Campeonato Paulista - Série A4 | 2         | 1994 e 2004 |
|           | Copa Paulista                  | 1         | 2024        |
| TOTAL     |                                |           |             |
|           | Competição                     | Títulos   | Temporadas  |
|           | Títulos oficiais               | 4         | 4 Estaduais |